# Экспедиция на Пенобскот
Экспедиция на Пенобскот (англ. Penobscot Expedition) — неудачная попытка ополчения Массачусетса и Массачусетского флота в 1779 году захватить британский форт вблизи устья реки Пенобскот. Провал экспедиции стал крупнейшим поражением колонистов на море за время Революционной войны. 

## Предыстория
Следуя политике рассредоточения, в попытке распространить контроль на возможно бо́льшую территорию, британская армия 30 мая 1779 года отправила части 74 (горского) и 82 пеших полков из Галифакса морем, и 16 июня заложила форт Пенобскот и поставила гарнизон. Его целью было военное присутствие в округе Мэн (тогда часть Массачусетса), и создание базы для борьбы с приватирством в водах Новой Шотландии.
Появление британского форпоста оказалось настолько сильным раздражителем для Массачусетской ассамблеи, что она, почти без консультации с Континентальным конгрессом, собрала экспедицию генерала Ловелла, с целью изгнать британцев. Транспортировку и поддержку ей должен был оказывать Массачусетский флот — по существу, эскадра, из вооруженных торговых судов и бывших приватиров. Исключение составляли присланные Континентальным флотом 32-пушечный фрегат Warren, 12-пушечный военный шлюп Providence и 14-пушечный бриг Diligent.
С известием о подготовке массачусетской эскадры в Бостоне работы по завершению форта ускорились.

## Оборона
Оборону с моря, под прикрытием батарей форта, держали три шлюпа во главе с HMS Albany капитана Моуэта, прозванного за свою роль в Фалмуте «бешеным» (англ. Henry 'Mad' Mowat). Именно он убедил начальника галифакской экспедиции оставить ему три корабля (включая HMS North и HMS Nautilus), вместо одного Albany, как планировалось.
Бостонская экспедиция появилась 24 июля, но неопытные в осадном искусстве колонисты пошли на первый приступ только 28-го. Его поддерживали огнём выставленные осадные батареи и корабли бостонской экспедиции.
Позади британских шлюпов в бухте укрывалась дюжина торговых судов. Расположив свои корабли полукругом, Моуэт сумел удержать флот колонистов на расстоянии и отстреливаясь, не позволил ему войти в бухту во время первого приступа. Высаженные ополченцы, при поддержке Континентальной морской пехоты, оттеснили британские пикеты в форт, но понесли тяжёлые потери, и от штурма отказались. После этого в течение двух недель продолжалась осада с мелкими вылазками.
11 августа около 250 американских ополченцев заняли покинутую батарею к востоку от форта но, что типично для этой кампании, были в тот же день выбиты силами 55 британских солдат.

## Вмешательство флота

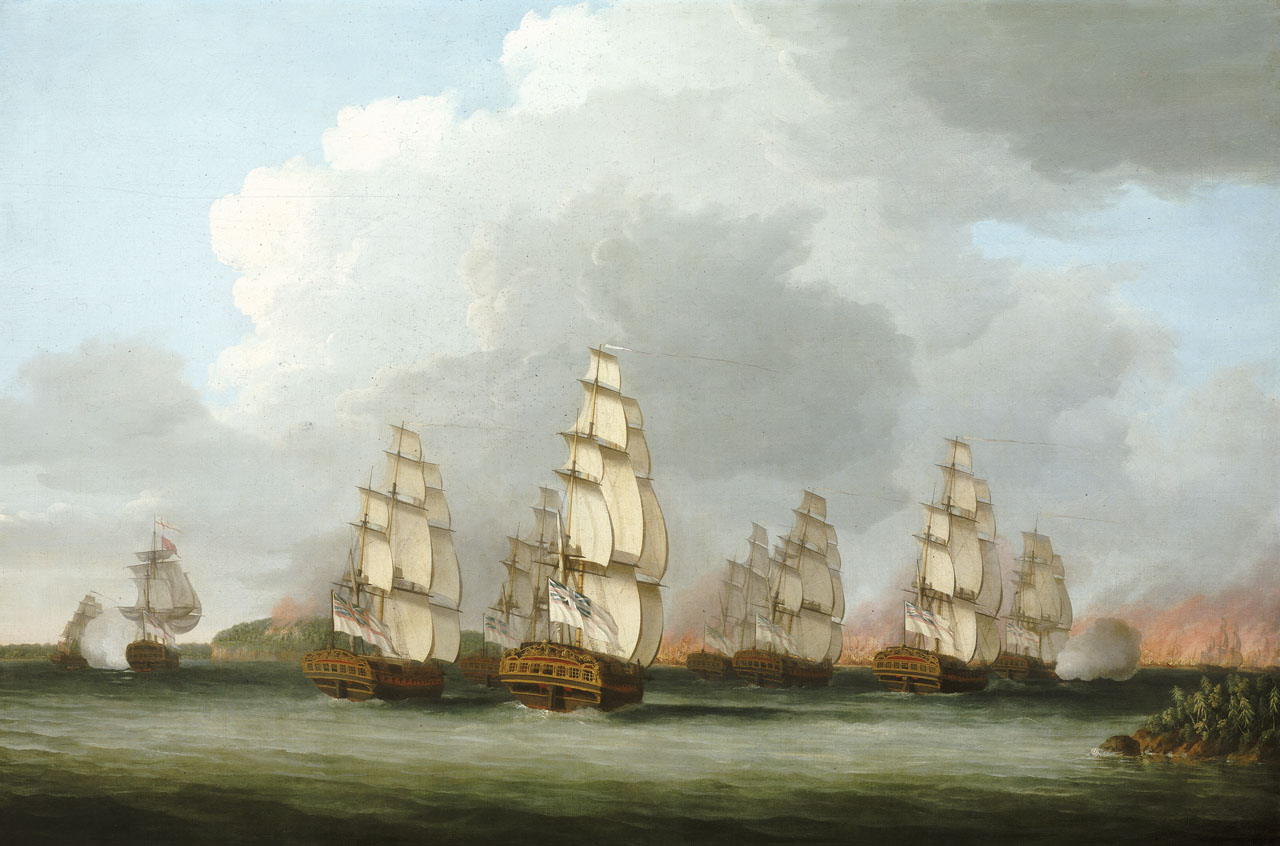
Пенобскот. Британцы входят в бухту, 14 августа 1779 кисти худ. Доминика Серреса

На следующий день, 12 августа 1779 года, Салтонстолл решился на атаку с моря. Но в то же утро в бухте появилась британская эскадра из 7 вымпелов под командой Джорджа Кольера (англ. George Collier).
Сначала колонисты приняли замеченные накануне паруса за подкрепление. Но вскоре выяснилось, что это превосходящий их по силам британский отряд: 64-пушечный HMS Raisonnable, фрегаты HMS Blonde (32), HMS Virginia (28), HMS Greyhound (28), а также post-ships HMS Camilla, HMS Galatea и HMS Otter (все три 20-пушечные). Кольер был опытный и настойчивый командир. Предыдущие месяцы он провёл в рейдах на Чесапик. Но, получив известие, что форт Пенобскот под угрозой, немедленно пошёл на север, и успел буквально в последний момент.
Поняв, с кем имеют дело, часть американских кораблей попытались уклониться, другие продолжали бомбардировку. Но вскоре колониальные и виргинские корабли и транспорты бежали вверх по течению. Кольер дал приказ Camilla взять уходящие к берегу Defence (16) и Hunter (18), а сам решил преследовать остальных. Не имея местных лоцманов, он только на следующий день, 14-го, держа сигнал «Общая погоня», углубился в бухту, но оказалось, что преследовать почти некого. В руки англичан попал только Hampden. Остальные выбросились на берег и были сожжены командами, которые вместе с ополченцами бежали в лес.
Тем временем Коллинз (англ. Collins), капитан Camilla, овладел выбросившимся на мель Hunter и сжёг Defence.

## Последствия
Это было крупнейшее американское поражение за войну. Бостонская эскадра полностью перестала существовать, будучи уничтожена или захвачена врагом. Людские потери американцев составили 474 человека. Уцелевшие колонисты, лишенные припасов, по суше добрались до Бостона. Там Салтонстолл предстал перед военно-полевым судом, был признан виновным и уволен в отставку.
Среди других обвиняемых был Пол Ревир, знаменитый по бостонским событиям 1775 года. Ему вменялись неподчинение и трусость. Он также был выгнан из ополчения, хотя позже добился пересмотра приговора.
Британцы удерживали Пенобскот всю войну, но в 1783 году очистили его по условиям Парижского мира.